# Descolonização

Impérios coloniais do ocidente, de 1492 até 2008.

A descolonização é o processo de emancipação dos territórios coloniais em relação às metrópoles colonizadoras, conduzindo, em regra, à independência daqueles.
Iniciada em 1776, com a independência dos Estados Unidos da America, mas foi após a Segunda Guerra Mundial que o termo se afirmou, quando o fenómeno assumiu uma escala global com o desenvolvimento dos primeiros nacionalismos emergentes no início do século XX.
A Organização das Nações Unidas criou um contexto favorável à descolonização, tornando-se a plataforma do anticolonialismo militante.
O Comitê Especial das Nações Unidas sobre Descolonização declarou que no processo de descolonização não há alternativa para o colonizador, a não ser permitir um processo de autodeterminação, mas na prática a descolonização pode envolver tanto uma revolução não-violenta quanto guerras de libertação nacional perpetradas por grupos de independência. Pode ser intramural ou envolver a intervenção de potências estrangeiras agindo individualmente ou através de organismos internacionais, como as Nações Unidas.
Embora exemplos de descolonização possam ser encontrados já nos escritos de Tucídides, houve vários períodos particularmente ativos de descolonização nos tempos modernos. Estes incluem a dissolução do Império Espanhol no século XIX; dos impérios Alemão, Austro-Húngaro, Otomano e Russo após a Primeira Guerra Mundial; dos impérios coloniais Britânicos, Francês, Holandês, Japonês, Português, Belga e Italiano após a Segunda Guerra Mundial; e da União Soviética (sucessora do Império Russo) em 1991, após o fim da Guerra Fria.
A descolonização tem sido usada para se referir ao processo de descolonização intelectual das ideias dos colonizadores que fizeram os colonizados se sentirem inferiores.

## História

### Antecedentes

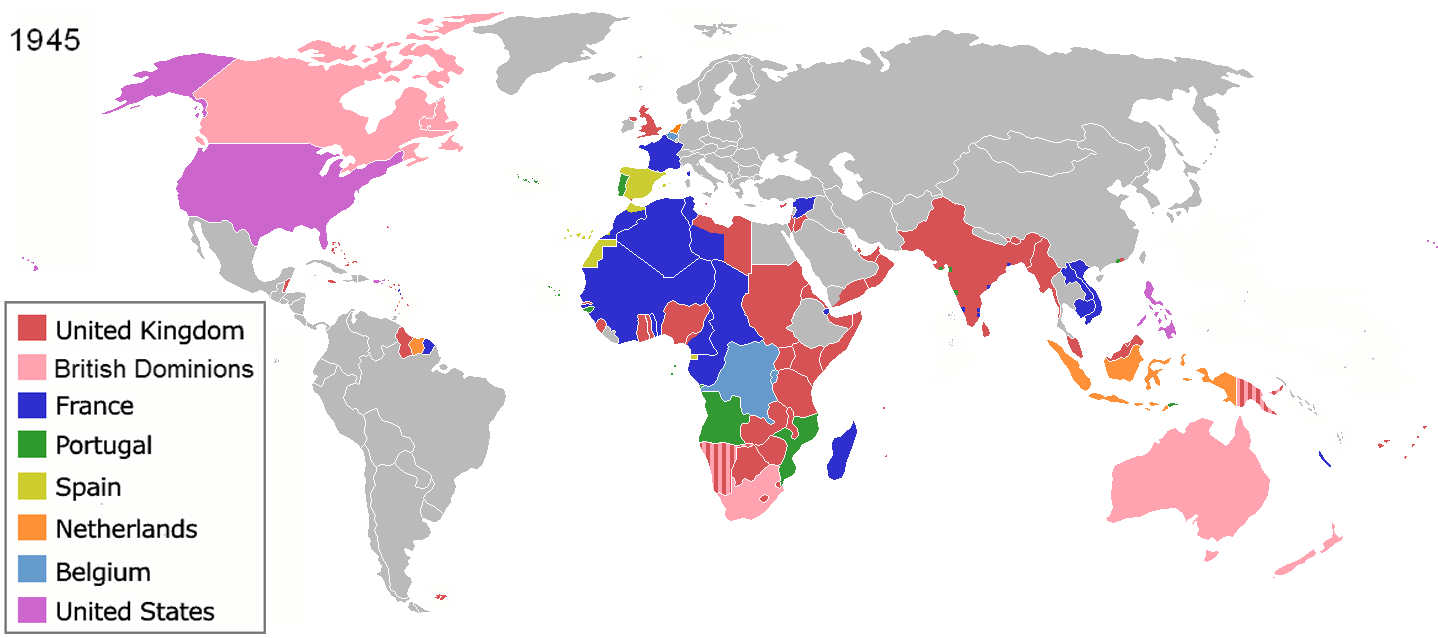
Impérios coloniais em 1945.

O crescimento populacional e econômico em vários países da Europa e da Ásia (os mongóis e os japoneses) levou a um tipo de colonização, com o carácter de dominação (e, por vezes, extermínio) de povos que ocupavam territórios longínquos e dos seus recursos naturais, criando grandes impérios coloniais. Um dos aspectos mais importantes desta colonização foi a escravatura, com a “exportação” de uma grande parte da população africana para as Américas, com consequências nefastas, tanto para o continente africano, como para os descendentes dos escravizados, que perduram até hoje.
Esta foi a primeira forma de imperialismo, em que vários países europeus, principalmente Portugal, Espanha, França, a Holanda e a Inglaterra (mais tarde o Reino da Grã-Bretanha), constituíram grandes impérios coloniais abrangendo praticamente todo o mundo. A exploração desenfreada dos recursos dos territórios ocupados, levou a movimentos de resistência dos povos locais e, finalmente à sua independência, num processo denominado descolonização, terminando estes impérios coloniais em meados do século XX.

### Américas

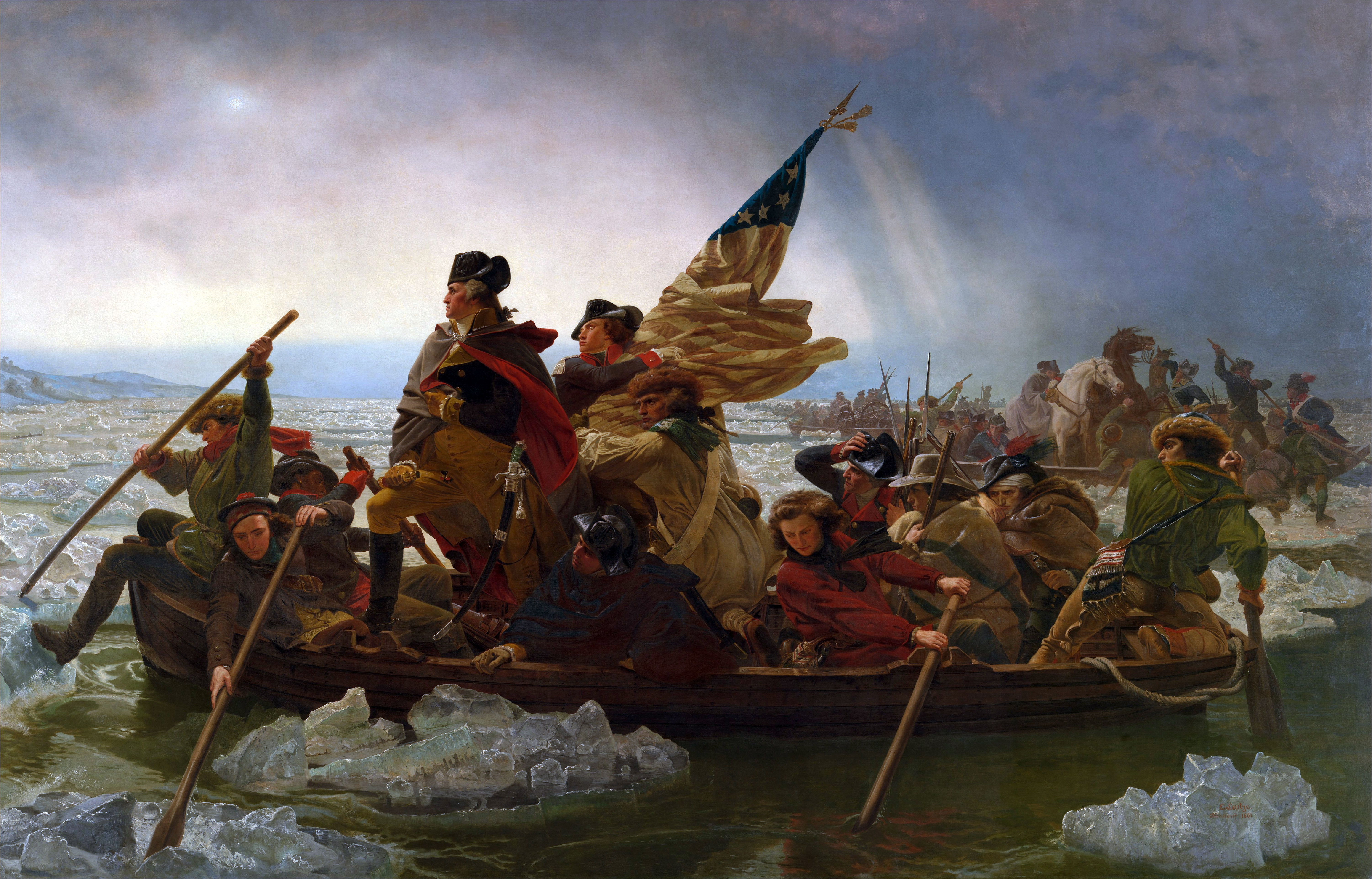
Washington atravessando o Rio Delaware, retratado em 1851 por Emanuel Leutze do General, durante a Guerra da Independência dos Estados Unidos.

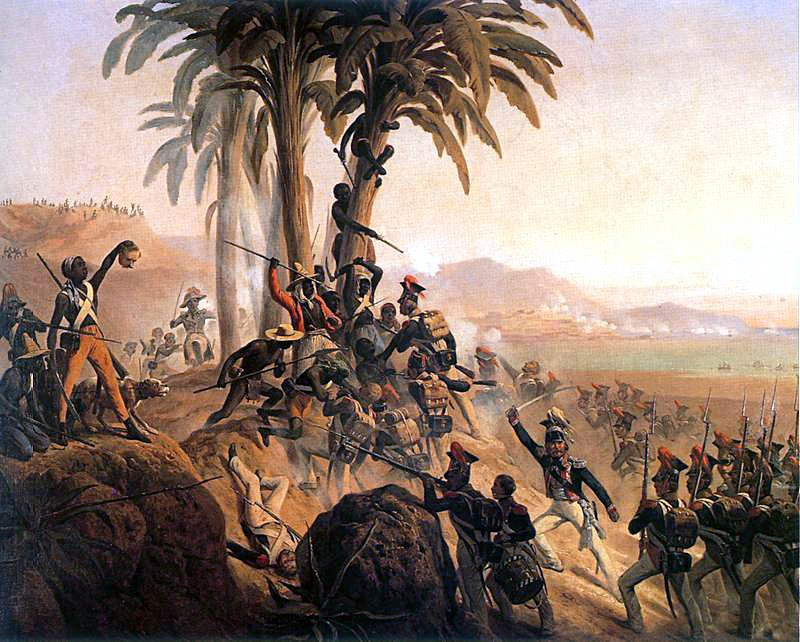
Batalha de San Domingo, durante a Revolução Haitiana.

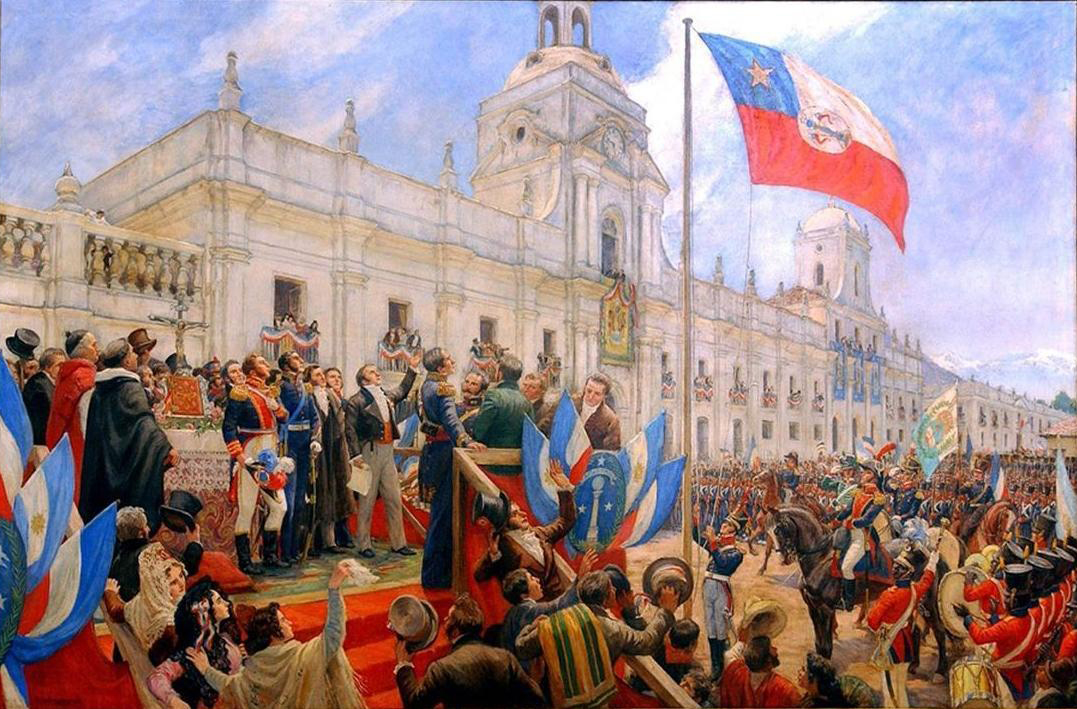
Declaração de independência do Chile, em 18 de fevereiro de 1818.

Começando com o surgimento dos Estados Unidos na década de 1770, a descolonização ocorreu no contexto da história do Atlântico, no contexto das revoluções Americana e Francesa. A descolonização tornou-se um movimento popular em muitas colônias no século XX e uma realidade depois de 1945.
O historiador William Hardy McNeill, em seu famoso livro de 1963, A Ascensão do Ocidente, parece ter interpretado o declínio pós-1945 dos impérios europeus como sendo, paradoxalmente, devido à própria ocidentalização destes lugares, escrevendo que:
Embora os impérios europeus tenham decaído desde 1945 e os Estados-nações separados da Europa tenham sido eclipsados como centros de poder político pela fusão de povos e nações ocorrendo sob a égide dos governos americano e russo, é verdade que, desde o final da Segunda Guerra Mundial, a luta para imitar e apropriar a ciência, a tecnologia e outros aspectos da cultura ocidental aceleraram-se enormemente em todo o mundo. Assim, o destronamento da Europa ocidental, a partir de seu breve domínio do globo, foi associado (e foi causado por) por uma rápida ocidentalização sem precedentes de todos os povos da Terra.:566
No mesmo livro, McNeill escreveu que "A ascensão do Ocidente, como pretendido pelo título e pelo significado deste livro, só é acelerada quando um ou outro povo asiático ou africano expulsa a administração europeia através de técnicas, atitudes e ideias ocidentais". suficientemente próprios para permitir que o façam ".:807

#### Revolução Americana
As treze colônias norte-americanas da Grã-Bretanha foram as primeiras a romper com o Império Britânico em 1776 e foram reconhecidas como nação independente pela França em 1778 e Grã-Bretanha em 1783. Os Estados Unidos da América foram o primeiro conjunto de colônias europeias estabelecidas a alcançar a independência e estabelecer-se como uma nação, além de ter sido o primeiro Estado colonizado independente nas Américas.

#### Revolução Haitiana
A Revolução Haitiana foi uma revolta de escravos iniciada em 1791 na colônia francesa de Saint-Domingue, na ilha caribenha de Hispaniola. Em 1804, o Haiti assegurou a independência da França como o Império do Haiti, que mais tarde se tornou uma república.

#### América espanhola
O caos das Guerras Napoleônicas na Europa cortou as ligações diretas entre a Espanha e suas colônias americanas, permitindo que o processo de descolonização começasse em toda a região.

### África, Ásia e Oceania

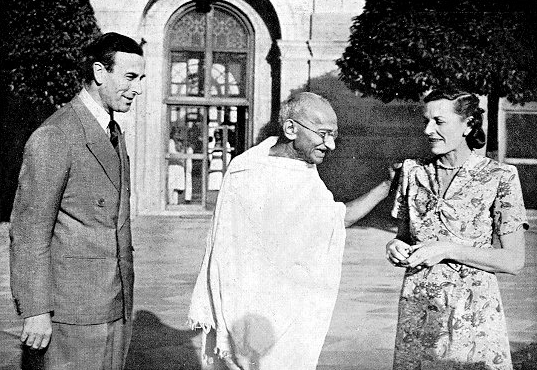
Gandhi em 1947, com o Lorde Louis Mountbatten, último vice-rei da Índia Britânica, e sua esposa, a vice-rainha Edwina Mountbatten.

Durante o século XIX, as potências europeias exploraram exaustivamente os recursos dos continentes africano e asiático. Apesar disso, algumas colónias obtiveram relativo desenvolvimento que, para continuar, exigia a ruptura dos laços coloniais. A Segunda Guerra Mundial, por sua vez, possibilitou aos povos dominados a descoberta da própria força, já que vários deles prestaram auxílio às metrópoles durante o conflito.
Uma das marcas essenciais da conjuntura internacional do pós-guerra foi o surgimento de numerosas nações. Muitas delas se formaram em consequência da luta de povos asiáticos e africanos para se libertarem do domínio imposto pelas potências colonizadoras. Essa nova realidade estimulou os povos dominados a reafirmarem os princípios de dignidade humana e direitos civis: o direito de autodeterminação dos povos, proclamado pela Carta de São Francisco. As novas nações acabaram contando em sua luta com o apoio tanto dos Estados Unidos quanto da União Soviética.
Os caminhos para a conquista da independência, ora pacíficos (a antiga colónia assumia a condição de nação soberana ao receber de forma progressiva concessões pela metrópole), ora violentos (não havia tentativas de abolição progressiva do estatuto colonial e os movimentos de libertação eram reprimidos). Em alguns casos, os países colonizadores, diante de movimento de emancipação irreversível, procuravam preservar as novas nações sob sua influência. A Inglaterra, por exemplo, "promoveu" a descolonização gradual de suas colónias, integrando-as em seu círculo de relações económicas (como aconteceu, entre outros, com a Índia e o Ceilão). Em outros, como a França, a tentativa de neutralizar os movimentos de independência, promovendo reformas económicas e sociais, era rompida à força e o conflito terminava em choques armados (como aconteceu na Indochina e na Argélia).

Animação da independência das nações africanas entre 1950 e 2011.

Quando os estados da Europa no final da Idade Média começaram a "descobrir" a África, encontraram aí reinos ou estados, quer de feição árabe ou islamizados, principalmente no norte e ocidente daquele continente, quer de tradição bantu. Os primeiros contatos entre estes povos não foram imediatamente de dominação, mas de carácter comercial. No entanto, os conflitos originados pela competição entre as várias potências europeias levaram à dominação política desses reinos, que culminou com a partilha do continente pelos estados europeus na Conferência de Berlim, em 1885. No entanto, as duas grandes guerras que fustigaram a Europa durante a primeira metade do século XX deixaram aqueles países sem condições para manterem um domínio económico e militar nas suas colónias. Estes problemas, associados a um movimento independentista que tomou uma forma mais organizada na Conferência de Bandung, levou as antigas potências coloniais a negociarem a independência das colónias.
A descolonização da Oceania deu-se logo após a Segunda Guerra Mundial, que enfraqueceu os países participantes, que ficaram sem recursos suficientes para manter suas colônias, tanto no interior da África quanto na Oceania insular. Outro fator importante é problemas governamentais nas colónias, como no caso do Kiribati foram as disputas territoriais entre o Reino Unido e países que se originaram de ex-colónias britânicas como Estados Unidos, Austrália e Nova Zelândia.